# Katalogový podvod
Katalogový podvod je klamavá obchodní praktika směřující k neúmyslnému uzavření obchodně-závazkového vztahu ze strany osloveného jeho uvedením v omyl a následným využitím tohoto omylu podvodnou katalogovou (adresářovou) firmou k jejímu neoprávněnému obohacení.

## Poškozený
Typická oběť katalogového podvodu je drobný podnikatelský subjekt, který objektivně nemůže mít dostatek finančních prostředků ani odborných znalostí na to, aby byl schopen kvalifikovaným a účinným způsobem tomuto podvodu čelit.

## Podvodná katalogová firma
Podvodná katalogová firma je společnost, jejíž podstatou podnikání je uvádění jiných podnikatelských subjektů v omyl a jeho následné využívání.

### Služby podvodných katalogových firem
Typická služba za kterou je požadováno plnění ve výši mnohonásobku ceny obvyklé za služby v této kategorii (srovnej s ceníky za podnikatelskou inzerci Seznam.cz, Atlas.cz, Centrum.cz) je internetový katalog (také tištěný katalog nebo katalog na datovém nosiči) umístěný obvykle na webových stránkách bez uvedení ověřitelného měření návštěvnosti.

## Atributy katalogových podvodů
- Důmyslné ukrývání informací o skutečně požadované ceně. Příklad: Na formuláři dominuje nápis REGISTRACE ZDARMA!!! za nímž následuje několik stran hustě popsaných drobným textem ve kterém je ukryta věta ve smyslu:  "manipulační poplatek činí sto tisíc korun" (časté bývá uvádění částek slovy, aby lépe zanikly mezi textem).

- Nabídka registrace v katalogu (ať už přichází formou dopisu, nebo elektronicky) se neoprávněně prezentuje logem nebo názvem společností a akcí, které tradičně slouží k prezentaci firem (velmi často např. BVV nebo Leipziger Messe). Daleko menším písmem a často až na okraji stránky nebo obálky je pak uvedeno, že tyto společnosti nemají s vydavatelem katalogu nic společného.

- Počet klientů podvodné katalogové firmy, kteří deklarují, že byli při uzavírání smlouvy podvedeni je vždy blízký 100% celkového počtu klientů.

- Je obtížné až nemožné nalézt mezi klienty podvodné katalogové firmy někoho, kdo by se necítil podveden.

- Vypovězení smlouvy je možné jen po zaplacení smluvních pokut ve stejné nebo větší výši než kdyby k vypovězení smlouvy nedošlo.

- Úroky z prodlení jsou několikanásobkem běžné sazby.

- Smlouva je automaticky obnovována, přesný okamžik kdy lze smlouvu vypovědět bez následků je však vyjádřen velmi nejasně.

- Ve smlouvě je řešení sporů upraveno tak, aby jakékoli spory vždy řešil ad-hoc rozhodce, který je vždy nějakým způsobem provázán s podvodnou adresářovou firmou. V ČR lze na základě rozhodčího nálezu takovéhoto rozhodce vést exekuci bez ohledu na obsah rozhodčího nálezu.

- Katalogová firma se formálně snaží o smír nabízením různých "slev" a dodatečných úprav smluvního vztahu, které však mají za cíl ještě více podvedeného zmást a znesnadnit mu řešení situace.
- Klientovi je upírána možnost výpovědi prodloužení služeb a je upomínán k úhradě i za neobjednané služby.
- Vydávání se za jinou známou společnost či stránku, jejichž služeb klienti využívají.

## Možnosti obrany před katalogovým podvodem
- Písemné odmítnutí nároků podvodné katalogové firmy, prohlášení smlouvy za neplatnou od samého počátku z důvodu uvedení v omyl a odepření jakýchkoli plateb či dodatečných úprav smluvního vztahu.

- Aktivní vyhledávání a kontaktování obdobně poškozených osob (nejlépe přímo v katalogu podvodné firmy).

- Hromadné podání trestního oznámení.

- Podání určovací žaloby na neplatnost smluvního vztahu.

- Vytvoření právnické osoby (Občanského sdružení) a podání nekalosoutěžní žaloby na podvodnou katalogovou firmu.
- Využití služeb specializované právní či marketingové společnosti, která se specializuje na přípravu či přímo rozesílání výpovědí.